# Theocharīs Īliadīs
Theocharīs Īliadīs (in greco Θεοχάρης Ηλιάδης?; Katerini, 5 settembre 1996) è un calciatore greco, difensore del Larissa.

## Carriera
Ha militato nelle serie inferiori del calcio greco per la prima parte della sua carriera (ad eccezione di una breve parentesi al Budissa Bautzen in Regionalliga). Il 15 febbraio 2020 ha debuttato nella Souper Ligka Ellada, giocando con il Larissa l'incontro vinto per 1-2 contro il PAOK.

## Statistiche

### Presenze e reti nei club
Statistiche aggiornate al 21 maggio 2022.
| Stagione        | Squadra         | Campionato      | Campionato | Campionato | Coppe nazionali | Coppe nazionali | Coppe nazionali | Coppe continentali | Coppe continentali | Coppe continentali | Altre coppe | Altre coppe | Altre coppe | Totale | Totale |
| Stagione        | Squadra         | Comp            | Pres       | Reti       | Comp            | Pres            | Reti            | Comp               | Pres               | Reti               | Comp        | Pres        | Reti        | Pres   | Reti   |
| --------------- | --------------- | --------------- | ---------- | ---------- | --------------- | --------------- | --------------- | ------------------ | ------------------ | ------------------ | ----------- | ----------- | ----------- | ------ | ------ |
| gen.-giu. 2017  | Budissa Bautzen | RL              | 9          | 0          |                 | -               | -               |                    | -                  | -                  |             | -           | -           | 9      | 0      |
| 2019-gen. 2020  | Diagoras        | FL              | 14         | 0          | CG              | 0               | 0               |                    | -                  | -                  |             | -           | -           | 14     | 0      |
| gen.-giu. 2020  | Larissa         | SL              | 2+6        | 1+0        | CG              | -               | -               |                    | -                  | -                  |             | -           | -           | 8      | 1      |
| 2020-2021       | Larissa         | SL              | 17+5       | 0          | CG              | 2               | 0               |                    | -                  | -                  |             | -           | -           | 24     | 0      |
| 2021-2022       | Larissa         | SL2             | 24         | 2          | CG              | 5               | 0               |                    | -                  | -                  |             | -           | -           | 29     | 2      |
| Totale carriera | Totale carriera | Totale carriera | 63         | 3          |                 | 7               | 0               |                    | -                  | -                  |             | -           | -           | 70     | 3      |

## Palmarès

### Club

#### Competizioni nazionali
- Souper Ligka Ellada 2: 1

Larissa: 2024-2025 (girone A)